# Schlacht am Schellenberg
Carpi – Chiari – Cremona – Kaiserswerth – Landau – Luzzara   – Santa Marta – Cádiz – Friedlingen – Vigo – Schmidmühlen – Bonn – Krottensee – Ekeren – Höchstädt – Speyerbach – Schellenberg – Gibraltar – Höchstädt – Vélez-Málaga – Marbella – Cassano – Barcelona – Sendlinger Mordweihnacht – Aidenbach – Calcinato – Ramillies – Turin – Castiglione – Santa Cruz de Tenerife – Almansa – Kap Béveziers – Toulon – Lizard Point – Lille – Oudenaarde – Gent – Malplaquet – Mons – Almenar – Saragossa – Syrakus – Villaviciosa – Rio de Janeiro – Denain – Landau – Barcelona
Die Schlacht am Schellenberg während des Spanischen Erbfolgekrieges fand am 2. Juli 1704 auf dem Schellenberg bei Donauwörth statt. Die Truppen der Großen Allianz unter dem Oberbefehl des John Churchill, 1. Duke of Marlborough, und Ludwigs von Baden-Baden besiegten die bayerische Armee. Durch diesen Sieg und die anschließende Einnahme Donauwörths wurde die Donaulinie durchbrochen und das Kurfürstentum Bayern dem Zugriff der Alliierten preisgegeben.

## Hintergrund

### Französisch-bayerische Operationen
Am 8. September 1702 griff der bayerische Kurfürst Maximilian II. Emanuel durch die Besetzung Ulms auf Seiten Frankreichs in den Spanischen Erbfolgekrieg ein. Im Frühjahr 1703 vereinigten sich bayerische und französische Verbände im Schwarzwald, doch fand eine militärische Kooperation nicht statt, da Marschall Villars befürchtete, ein Vormarsch seiner Armee nach Osten könnte zu Nachschubproblemen führen. Auch wurde die Zusammenarbeit dadurch gehindert, dass der bayerische Kurfürst mit dem Kaiser Geheimverhandlungen über einen Waffenstillstand führte. Stattdessen einigte man sich darauf, dass die Bayern sich in Norditalien mit dem französischen Marschall Vendôme vereinigen sollten. Ein Aufstand der Tiroler verhinderte dieses Vorhaben. Trotz des Sieges in der Schlacht bei Höchstädt wurde Villars abberufen und durch Ferdinand de Marsin ersetzt. Im Winter 1703/04 eroberten bayerische Truppen Augsburg und Passau und bedrohten Wien. Der Franzose Camille d’Hostun de la Baume, duc de Tallard belagerte erfolgreich Landau in der Pfalz.

### Der Feldzug Marlboroughs
Durch die militärischen Erfolge der Bayern und Franzosen war in Süddeutschland eine für den Kaiser und die Seemächte ungünstige Situation entstanden. Abhilfe versprach ein Plan des englischen Captain General John Churchill Duke of Marlborough. Er hatte vor, mit seinen in den Niederlanden stehenden Verbänden den Rhein entlang nach Süden zu ziehen und sich dort mit der Reichsarmee sowie den Truppen des Prinzen Eugen von Savoyen zu vereinigen. Was ihn dazu bewog, ist umstritten. Der Historiker Marcus Junkelmann hält es jedoch für wahrscheinlich, dass ein im Dienste der Habsburger stehender Diplomat die Seemächte um Hilfe bat, was dem ehrgeizigen Briten Marlborough entgegenkam, der sich auf dem holländischen Kriegsschauplatz durch in seinen Augen übervorsichtige Offiziere eher behindert fühlte. Junkelmann bezweifelt jedoch (unter Berufung auf eine Dissertation von Franz Mathis), dass der „spiritus rector“ dieser Idee Prinz Eugen persönlich war. Unbestritten jedoch ist, dass weitere kaiserliche Misserfolge schwere Konsequenzen für den weiteren Kriegsverlauf gehabt hätten. Am 20. Mai 1704 brachen 21.000 Mann unter dem Befehl Marlboroughs auf und marschierten nach Süden. Über Köln, Koblenz, Mainz und Darmstadt gelangten sie nach Heidelberg. Die Franzosen rechneten damit, dass der Feldzug der Seemächte auf eine Bedrohung der Oberrheinfront abzielte und waren daher überrascht, als die mittlerweile auf 40.000 Mann angewachsene Armee nach Osten abschwenkte. In dieser Armee kämpften nicht nur Briten, sondern auch Holländer sowie im Sold der Seemächte stehende Dänen und Deutsche. Am 29. Juni wurde die Donau bei Ulm überschritten, nachdem man sich kurz zuvor mit den Truppen Ludwigs von Baden vereinigt hatte. Dadurch hatte die Große Allianz nun ein numerisches Übergewicht auf dem süddeutschen Kriegsschauplatz erzielt. Obwohl der bayerische Kurfürst früh erkannte, was Marlborough plante, blieben seine Bitten um Verstärkung bei Ludwig XIV. lange Zeit ungehört. Der Bourbone erteilte erst am 23. Juni 1704 Marschall Tallard den Befehl, in Richtung Bayern zu marschieren.

## Überlegungen der Alliierten
Ludwig von Baden, der Duke of Marlborough und Eugen von Savoyen legten folgende Strategie fest: Letzterer sollte verhindern, dass die französischen Truppen aus dem Südwesten Deutschlands den bayerischen Kriegsschauplatz erreichen, erstere sollten entweder den Wittelsbacher entscheidend schlagen oder ihn zumindest durch Verwüsten des Landes gefügig machen.

## Die Schlacht bei Donauwörth

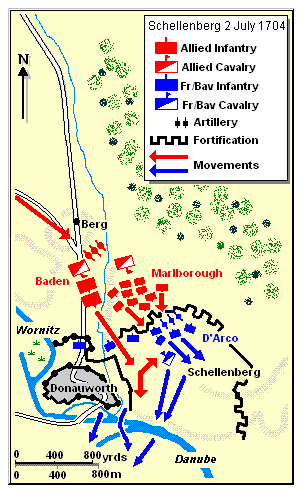
Schlacht am Schellenberg, 1704. Nach Marlboroughs Angriff, stürmen Badens Truppen die schwach verteidigten westlichen Linien.

Marlborough und Ludwig Wilhelm zogen mit mittlerweile 50.000 Mann entlang des nördlichen Donauufers nach Osten, um einen Übergang über den Strom zu erzwingen. Am Südufer marschierten 35.000 Soldaten, welche im Dienste des französischen Königs bzw. des bayerischen Kurfürsten standen, ebenfalls nach Osten und bezogen Ende Juni bei Dillingen ein verschanztes Lager. Johann Baptist Graf von Arco wurde mit 13.000 Mann nach Donauwörth beordert, um die Stadt und vor allem die dortige strategisch wichtige Brücke zu sichern. 10.000 der Arco unterstellten Soldaten sollten den Schellenberg verteidigen. Um dieses zu erleichtern, wurden Verschanzungen angelegt, welche allerdings beim Angriff der Briten noch nicht fertiggestellt waren. Am Vormittag des 2. Juli 1704 erreichten alliierte Verbände das Wörnitztal, am selben Abend befahl Marlborough den Angriff. Er wollte den Donauübergang schnell erringen, da er mit dem Eintreffen der bayerisch-französischen Hauptarmee rechnete. Zwei britisch-holländische Angriffe wurden abgewehrt, doch dann umging der Markgraf von Baden die bayerischen Stellungen und fiel Arco somit in die Flanke. Die Bayern zogen sich zurück und erlitten durch die Verfolgung durch feindliche Kavallerie schwere Verluste. 4000 der bayerischen Soldaten starben, 1000 wurden gefangen genommen. Die Verluste des Gegners beliefen sich auf ca. 6000 Mann, darunter der kaiserliche Generalfeldmarschall Hermann Otto II. von Limburg-Styrum, der an einer Verwundung am 9. Juli 1704 starb. Donauwörth wurde, nachdem die Magazine durch die sich zurückziehenden bayerischen Soldaten angezündet wurden, geräumt. In Augsburg warteten Marsin und Max Emanuel mit ihren Truppen das Eintreffen Tallards ab. Auf französischer Seite war der Brigadier Graf de Nettancourt gefallen. Die kaiserlichen Truppen verloren neben dem Generalfeldmarschall: den holländischen Generalleutnant Goor, den hannoverischen Generalfeldwachtmeister von Beinheim sowie die kaiserlichen Generalfeldwachtmeister August Ferdinand von Braunschweig-Bevern und von Waldt.

## Folgen
Durch die Eroberung Donauwörths hatten die Gegner Frankreichs einen strategisch wichtigen Flussübergang eingenommen. Doch da nicht genügend Artillerie vorhanden war, um Augsburg zu belagern, konnte dieser Sieg nicht ausgenutzt werden. Stattdessen ging man dazu über, das Land zu verwüsten, um den bayerischen Herrscher an den Verhandlungstisch zu zwingen. Allein im Gerichtsbezirk Rain (später: Landgericht Rain), der unmittelbar bis zu Donau und Lech reichte, wurden 856 Wohnhäuser, 521 Stadel, 9 Mühlen, 13 Gutshöfe, 3 Schlösser und 3 Kirchen niedergebrannt. Ähnlich große Verwüstungen sind von den benachbarten Bezirken Aichach und Schrobenhausen überliefert.
Es gibt auch Berichte über Plünderungen 1704 in verschiedenen Kirchen in Oberbayern, z. B. in Erdweg, Petershausen, Markt Indersdorf und Dachau. Die Dörfer Viehbach und Bachenhausen (in der Nähe von Fahrenzhausen, ca. 30 km nördlich von München) erlebten auch Plünderungen und Feuer. Als der Feind ihre Dörfer verschonte, sahen sie es als ein Wunder an und gelobten, für immer am St.-Florians-Tag (4. Mai) eine Messe zu halten, um an ihre Befreiung zu erinnern. Die Proklamation ist noch in der alten Dorfkirche in Viehbach zu sehen.
Diese Taktik zeigte Wirkung. Max Emanuel erhielt zwar die lang ersehnte Verstärkung, wodurch sein Selbstbewusstsein stieg. Am 13. August 1704 stellte er sich gemeinsam mit seinen französischen Verbündeten in der Schlacht bei Höchstädt zum Kampf, verlor und ging ins Exil.